# Trichacis bison
Trichacis bison är en stekelart som beskrevs av Lubomir Masner 1983. Trichacis bison ingår i släktet Trichacis och familjen gallmyggesteklar. Inga underarter finns listade i Catalogue of Life.